# Winifred McNair
Winifred McNair, nascuda Winifred Margaret Slocock, (Donnington, Anglaterra, 9 d'agost de 1877 − Kensington, Londres, 28 de març de 1954) fou una tennista anglesa que va competir a començaments del segle xx.

## Biografia
Entre 1906 i 1925 va competir en 15 edicions del Torneig de Wimbledon. El seu millor resultat e va obtenir el 1913 quan va arribar a la final de la competició individual i va guanyar el títol de dobles fent parella amb Dora Boothby.
L'any 1920 participà Jocs Olímpics d'Anvers disputant les tres proves de tennis. En categoria individual fou derrotada molt clarament en el primer partit per la francesa Suzanne Lenglen, guanyadora final de la prova. En categoria de dobles femenins va fer parella amb Kathleen McKane i s'imposaren en la final per aconseguir la medalla d'or. McKane va sacrificar el seu partit de semifinals individual per poder-se centrar en les semifinals de dobles contra les franceses Suzanne Lenglen i Élisabeth d'Ayen. En dobles mixtos va fer parella amb Oswald Turnbull però van perdre en primera ronda.
L'any 1908 es casà amb el també tennista Roderick McNair, que posteriorment esdevindria el primer president del International Lawn Tennis Federation, i del qual adoptà el cognom. Al final de la seva carrera tennística va dedicar-se al golf jugant per Middlesex i també representà Anglaterra en diverses competicions.

## Torneigs de Grand Slam

### Individual: 1 (0−1)
| Resultat  | Núm. | Any  | Torneig                        | Oponent                   | Marcador |
| --------- | ---- | ---- | ------------------------------ | ------------------------- | -------- |
| Finalista | 1.   | 1913 | Wimbledon, Londres, Regne Unit | Dorothea Lambert Chambers | 0−6, 4−6 |

### Dobles: 1 (1−0)
| Resultat  | Núm. | Any  | Torneig                        | Parella      | Oponents                                          | Marcador           |
| --------- | ---- | ---- | ------------------------------ | ------------ | ------------------------------------------------- | ------------------ |
| Guanyador | 1.   | 1913 | Wimbledon, Londres, Regne Unit | Dora Boothby | Charlotte Cooper Sterry Dorothea Lambert Chambers | 4−6, 2−4, retirada |

## Jocs Olímpics

### Dobles
| Any  | Campionat                      | Parella          | Oponents                         | Resultat |
| ---- | ------------------------------ | ---------------- | -------------------------------- | -------- |
| 1920 | Jocs Olímpics, Anvers, Bèlgica | Kathleen Godfree | Geraldine Beamish Dorothy Holman | 8−6, 6−4 |